# Lamposaari (ö i Kajanaland, Kehys-Kainuu, lat 65,30, long 29,02)
Lamposaari är en ö i Finland. Den ligger i sjön Piispajärvi och i kommunen Suomussalmi i den ekonomiska regionen  Kehys-Kainuu  och landskapet Kajanaland, i den nordöstra delen av landet, 600 km norr om huvudstaden Helsingfors. Öns area är 6 hektar och dess största längd är 420 meter i sydväst-nordöstlig riktning.